# Beachhandball-Junioreneuropameisterschaften 2019/Juniorinnen/Kader
Dies ist eine Unterseite zum Artikel Beachhandball-Junioreneuropameisterschaften 2019, die entsprechende Seite für Junioren findet sich unter Beachhandball-Junioreneuropameisterschaften 2019/Junioren/Kader, für Frauen unter Beachhandball-Europameisterschaften 2019/Frauen/Kader.
Die Spalte Handball-Verein listet den Hallenhandball-Verein, die Spalte Beachhandball-Verein die Vereine, in denen Spieler zusätzlich als Beachhandball-Spieler aktiv sind.

## Deutschland
| Nummer | Name                   | Geburts- datum | Position   | Handball-Verein         | Beachhandball- Verein       |
| ------ | ---------------------- | -------------- | ---------- | ----------------------- | --------------------------- |
| 15     | Anna-Lena Boulouednine |                |            | TSV Allach 09           | Minga Turtles Ismaning      |
| 66     | Kaja Ehrhardt          |                |            | TG Geislingen           | −                           |
| 14     | Belen Gettwart         |                | Linksaußen | HCD Gröbenzell          | Beach Bazis Oberschleißheim |
| 8      | Vanessa Heinrich       |                |            | 1. FC Nürnberg          | Bavaria Beacher             |
| 3      | Michelle Köbrich       |                | Pivot      | TSV Schleißheim         | Beach Bazis Oberschleißheim |
| 13     | Greta Köster           |                |            | Thüringer HC            | −                           |
| 6      | Michelle Schäfer       |                | Specialist | TSV Haunstetten         | Brüder Ismaning             |
| 9      | Luca Schumacher        |                | Abwehr     | VfL Oldenburg           | Beach Chiller Oldenburg     |
| 18     | Kiara Spindler         |                | Torhüterin | TSV Haunstetten         | Brüder Ismaning             |
| 78     | Lucy Strauchmann       |                |            | SV Union Halle-Neustadt | −                           |

Bundestrainer war Alexander Novakovic, Co-Trainerin Fernanda Roveta.

## Frankreich
| Nummer | Name                  | Geburts- datum | Position | Handball-Verein                    | Beachhandball- Verein |
| ------ | --------------------- | -------------- | -------- | ---------------------------------- | --------------------- |
| 1      | Florence Bonnet       |                |          | St Chamond HB Pays du Gier         |                       |
| 5      | Seta Tiramakan        |                |          | Club Municipal d'Aubervilliers     |                       |
| 6      | Wendy Semedo Monteiro |                |          | O. Antibes Juan Les Pins HB        |                       |
| 7      | Eve Barlet            |                |          | Montpellier Université-Club HB     |                       |
| 8      | Jade Valadon          |                |          | Angers sports Lac de Maine HB      |                       |
| 9      | Nolwenn Dervoet       |                |          | Morlaix/Plougonven HB              |                       |
| 10     | Juliette Mairot       |                |          | Entente Sportive Bisontine Féminin |                       |
| 11     | Meissa Maurice        |                |          | Union Pays d'Aix Bouc HB           |                       |
| 12     | Charlene Servant      |                |          | HBC Echirolles-Eybens              |                       |
| 15     | Tiffanie Mompoint     |                |          | Intrépide HB Club                  |                       |
| 16     | Maelle Caillaud       |                |          | Grand Poitiers Valvert HB 86       |                       |
| 18     | Fanny Finalteri       |                |          | H.B.P.C Handball Plan de Cuques    |                       |

Ersatzspielerin war Maiwenn Dasylva vom Beauvais Oise UC. Cheftrainerin war Mézuela Servier, Co-Trainerin war Alice Sagols, Mannschaftsarzt war Fethi Bensaad, Physiotherapeut war Henri Sagols, Jean-Louis Guichard war Leiter der Delegation.

## Kroatien
| Nummer | Name                     | Geburts- datum | Position | Handball-Verein | Beachhandball- Verein |
| ------ | ------------------------ | -------------- | -------- | --------------- | --------------------- |
| 2      | Saša Sladić              |                |          |                 |                       |
| 3      | Magdalena Janković Miloš |                |          |                 |                       |
| 4      | Luna Antić               |                |          |                 |                       |
| 5      | Petra Krezo              |                |          |                 |                       |
| 7      | Tomica Curić             |                |          |                 |                       |
| 8      | Valentina Perić          |                |          |                 |                       |
| 12     | Ema Vurbić               |                |          |                 |                       |
| 13     | Lucija Leko              |                |          |                 |                       |
| 14     | Iva Luketić              |                |          |                 |                       |
| 16     | Tamara Neralić           |                |          |                 |                       |

Cheftrainerin war Iva Kanjugović, Co-Trainerin war Marija Plazina.

## Litauen
| Nummer | Name                     | Geburts- datum | Position | Handball-Verein      | Beachhandball- Verein |
| ------ | ------------------------ | -------------- | -------- | -------------------- | --------------------- |
| 1      | Vakare Damuleviciute     |                |          | Alytaus SRC          |                       |
| 4      | Mireta Rūtytė            |                |          | Klaipėdos „Viesulas“ |                       |
| 5      | Ugnė Kotryna Genevičiūtė |                |          | Kauno SM „Tauras“    |                       |
| 7      | Miglė Malyševa           |                |          | Panevėžio KKSC       |                       |
| 9      | Martyna Ustilaitė        |                |          | Kauno raj. SM        |                       |
| 12     | Skirmantė Gečaitė        |                |          | Kauno raj. SM        |                       |
| 14     | Vesta Jančytė            |                |          | Panevėžio KKSC       |                       |
| 17     | Goda Bernackaitė         |                |          | Kauno raj. SM        |                       |
| 25     | Vilgita Idzilytė         |                |          | Kauno raj. SM        |                       |
| 33     | Mantė Voskresenskaja     |                |          | Kauno raj. SM        |                       |

Mantė Voskresenskaja ersetzte Kamilė Ustilaitė (Kauno raj. SM). Cheftrainer war Karolis Kaladinskas, Co-Trainer war Klaidas Janeika. Betreuer waren Rita Urnikienė und Kotryna Kairytė.

## Niederlande
| Nummer | Name                 | Geburts- datum | Position | Handball-Verein | Beachhandball- Verein |
| ------ | -------------------- | -------------- | -------- | --------------- | --------------------- |
| 22     | Tess Ammerlaan       |                |          | Z.A.P.          | –                     |
| 16     | Lissa van Dam        |                |          | Dalfsen         | Morrenhof Jansen      |
| 13     | Anouk Glas           |                |          | Z.A.P.          | –                     |
| 26     | Lieke Havekes        |                |          | Voorwaarts      | Fit & Fun             |
| 17     | Josien van den Hoek  |                |          | Z.A.P.          | –                     |
| 20     | Lynn Holtman         |                |          | Kwiek           | PCA                   |
| 25     | Merel de Jager       |                |          | V.Z.V.          | JuRo Unirek           |
| 14     | Meike Kruijer        |                |          | V.Z.V.          | JuRo Unirek           |
| 21     | Esmee van der Poorte |                |          | V.Z.V.          | JuRo Unirek           |
| 15     | Lisanne Sneek        |                |          | Combinatie ’64  | –                     |

Cheftrainer war Ard de Ruiter, Co-Trainer war Jip von Otterloo.

## Polen
| Nummer | Name                | Geburts- datum | Position   | Handball-Verein | Beachhandball- Verein |
| ------ | ------------------- | -------------- | ---------- | --------------- | --------------------- |
| 8      | Karolina Glasa      |                |            |                 |                       |
| 14     | Julia Głowacka      |                |            |                 |                       |
| 12     | Kinga Jaszczuk      |                | Torhüterin |                 |                       |
| 6      | Maria Jeżowska      |                |            |                 |                       |
| 7      | Zofia Jeżowska      |                |            |                 |                       |
| 9      | Julia Kiwatrowska   |                |            |                 |                       |
| 11     | Katarzyna Kozak     |                |            |                 |                       |
| 4      | Matylda Mielewczyk  |                |            |                 |                       |
| 10     | Wiktoria Skroupska  |                |            |                 |                       |
| 13     | Setia Szulc         |                |            |                 |                       |
| 18     | Gabriela Wojewódzka |                |            |                 |                       |
| 1      | Alicja Wolny        |                | Torhüterin |                 |                       |

Sandra Kowalska und Weronika Szmytkowska waren als Ersatzspielerinnen nominiert. Cheftrainerin war Karolina Peda, Co-Trainerin war Sylwia Korniluk.

## Portugal
| Nummer | Name                | Geburts- datum | Position | Handball-Verein | Beachhandball- Verein |
| ------ | ------------------- | -------------- | -------- | --------------- | --------------------- |
| 5      | Ana Andrade         |                |          |                 |                       |
| 16     | Ana Pinto           |                |          |                 |                       |
| 9      | Carolina Paulo      |                |          |                 |                       |
| 8      | Constança Sequeira  |                |          |                 |                       |
| 10     | Inês Braga Oliveira |                |          |                 |                       |
| 11     | Joana Delgado       |                |          |                 |                       |
| 14     | Joana Oliveira      |                |          |                 |                       |
| 20     | Matilde Rosa        |                |          |                 |                       |
| 12     | Patrícia Periquito  |                |          |                 |                       |
| 7      | Sara Sousinha       |                |          |                 |                       |

Paulo Félix war der verantwortliche portugiesische Beachhandball-Nationaltrainer, verantwortlich für den weiblichen Nachwuchs war Cheftrainer Pedro Pereira. Co-Trainer waren Rui Medeiros und Rui Rodrigues, Érica Balseiro war die Physiotherapeutin, Mário Bernardes der Beachhandball-Koordinator des Verbandes.

## Rumänien
| Nummer | Name                      | Geburts- datum | Position | Handball-Verein     | Beachhandball- Verein |
| ------ | ------------------------- | -------------- | -------- | ------------------- | --------------------- |
| 12     | Sara Rus                  |                |          | CNE Râmnicu Vâlcea  |                       |
| 1      | Anamaria Alexandru Ghimiș |                |          | Handball Art Galați |                       |
| 2      | Carmina Maria Fizeșan     |                |          | CSȘ Viitorul Cluj   |                       |
| 4      | Cristina Augustina Lung   |                |          | CSȘ Viitorul Cluj   |                       |
| 5      | Alina Raisa Leș           |                |          | CS Marta Baia Mare  |                       |
| 6      | Teodora Tulbegeanu        |                |          | CSȘ Tulcea          |                       |
| 8      | Luciana Mara Matea        |                |          | CSȘ Viitorul Cluj   |                       |
| 9      | Flavia Teodora Călina     |                |          | CSM Galați          |                       |
| 10     | Andreea Merlă             |                |          | CSM Galați          |                       |
| 15     | Iulia Carmen Eiler        |                |          | CSM Galați          |                       |
| 18     | Andrada Ștefania Țone     |                |          | HCM Craiova         |                       |
| 14     | Naomi Ștefania Vasile     |                |          | CSȘ Slobozia        |                       |

Andreea Roxana Sandu von LPS Iași war Nachrückerin. Cheftrainer war Adrian Georgescu, Co-Trainer war Florin Ciupitu, Betreuer waren Constantin Simionescu und Nicoleta Ivan.

## Russland
| Nummer | Name                          | Geburts- datum     | Position   | Handball-Verein     | Beachhandball- Verein |
| ------ | ----------------------------- | ------------------ | ---------- | ------------------- | --------------------- |
| 1      | Anastassija Ossipowa          |                    | Torhüterin |                     |                       |
| 3      | Jelisaweta Dudkina*           | 4. April 2002      |            | GK Dynamo Wolgograd |                       |
| 4      | Margarita Alexandrowna Sachno |                    |            |                     |                       |
| 6      | Tatjana Litwinowa*            | 24. Juli 2002      |            | Krasnodar           |                       |
| 7      | Anastassija Seliwjorstowa     |                    |            |                     |                       |
| 8      | Darja Garkuschtschenko*       |                    |            |                     |                       |
| 10     | Sofija Lyschina*              | 17. September 2002 |            | GK Dynamo Wolgograd |                       |
| 11     | Darja Lawrentjewa             |                    |            |                     |                       |
| 12     | Wiktorija Korobowa*           | 11. Juni 2002      |            | GK Dynamo Wolgograd |                       |
| 16     | Natalja Nowizkaja             |                    | Torhüterin |                     |                       |
| 19     | Alexandra Gorbatschewa        |                    |            |                     |                       |
| 99     | Tatjana Medwedewa*            | 4. Februar 2003    |            | GK Dynamo Wolgograd |                       |

Cheftrainerin war Anna Sidoritschewa, Co-Trainer war Andrei Garkawy. Mit Asterisk * markierte Spielerinnen nahmen auch am Wettbewerb der Frauen teil.

## Schweiz
| Nummer | Name                | Geburts- datum | Position   | Handball-Verein | Beachhandball- Verein |
| ------ | ------------------- | -------------- | ---------- | --------------- | --------------------- |
| 1      | Danijela Milenkovic |                |            |                 |                       |
| 2      | Larissa Snedkerud   |                |            |                 |                       |
| 4      | Zoe Leubin          |                | Torhüterin |                 |                       |
| 6      | Alissia Fontana     |                |            |                 |                       |
| 7      | Stella Kauffmann    |                |            |                 |                       |
| 8      | Nora Snedkerud      |                |            |                 |                       |
| 9      | Marisa Stöckli      |                |            |                 |                       |
| 11     | Corine Koch         |                |            |                 |                       |
| 13     | Ramona Jäggi        |                |            |                 |                       |
| 17     | Annik Schneider     |                |            |                 |                       |
| 21     | Liv Rusert          |                |            |                 |                       |

Cheftrainerin war Manuela Strebel, Co-Trainerin war Merianne von Weezenbeek.

## Slowakei
| Nummer | Name                | Geburts- datum | Position | Handball-Verein    | Beachhandball- Verein |
| ------ | ------------------- | -------------- | -------- | ------------------ | --------------------- |
| 3      | Klára Paulínyová    |                |          | HK AS Trenčín      |                       |
| 2      | Sofia Hámorská      |                |          | Iuventa Michalovce |                       |
| 4      | Simona Rovňáková    |                |          | Iuventa Michalovce |                       |
| 5      | Erika Michalcová    |                |          | Iuventa Michalovce |                       |
| 6      | Barbora Polievková  |                |          | Iuventa Michalovce |                       |
| 7      | Terézia Zubáňová    |                |          | MHK Bytča          |                       |
| 8      | Klára Havelková     |                |          | HC Tatran Stupava  |                       |
| 10     | Kristína Jánošiková |                |          | MHK Bytča          |                       |
| 11     | Nicol Hladíková     |                |          | HC Tatran Stupava  |                       |
| 12     | Ivana Velická       |                |          | HC Tatran Stupava  |                       |

Ersatzspielerinnen
| Nummer | Name              | Geburts- datum | Position | Handball-Verein   | Beachhandball- Verein |
| ------ | ----------------- | -------------- | -------- | ----------------- | --------------------- |
|        | Sára Švajdlenková |                |          | HC Tatran Stupava |                       |
|        | Lucia Leštinová   |                |          | MHK Bytča         |                       |
|        | Dorota Bačenková  |                |          | ŠŠK SLŠ Prešov    |                       |

Cheftrainer war Ján Lajčák, Co-Trainerin war Milika Tomková. Klára Paulínyová rückte für ihre Vereinskameradin Karolína Dovičínová nach.

## Spanien
| Nummer | Name                      | Geburts- datum | Position                | Handball-Verein      | Beachhandball- Verein    |
| ------ | ------------------------- | -------------- | ----------------------- | -------------------- | ------------------------ |
| 1      | Ainhoa Larrañaga Uranga   |                | Torhüterin              | Suances Amibal       |                          |
| 2      | Alma Góngora Santamaria   |                | Kreisläuferin           | Maravillas           |                          |
| 3      | Carolina Jiménez Oliveros |                | Torhüterin              | BMP Sevilla          |                          |
| 4      | Carmen Jiménez García     |                | Zentraler Abwehrspieler | BMP Sevilla          |                          |
| 5      | Rocío Bastante Segura     |                | Zentraler Abwehrspieler | CBM Playa Carboneras |                          |
| 8      | Nerea Canas Cadenas       |                | Spezialistin            | BM Sanse             |                          |
| 10     | Andrea Lerena Colunga     |                | Spezialistin            | BM Fuengirola        |                          |
| 12     | Inoa Lucio García         |                | Rechtsaußen             | Getasur              |                          |
| 13     | Rosa Benítez Gómez        |                | Rechtsaußen             | BMP Sevilla          |                          |
| 14     | María Rivera Rosado       |                | Linksaußen              | –                    | Beach Handball Barcelona |

Ersatzspielerinnen
| Nummer | Name             | Geburts- datum | Position      | Handball-Verein    | Beachhandball- Verein |
| ------ | ---------------- | -------------- | ------------- | ------------------ | --------------------- |
|        | Marina Morales   |                | Torhüterin    | BMP Ciudad Real    |                       |
|        | Marta Ontiveros  |                | Spezialistin  | BMP Urci Almería   |                       |
|        | Marta Salas      |                | Linksaußen    | BM Maravillas      |                       |
|        | Arancha Lozano   |                | Linksaußen    | CB Playa Alboraya  |                       |
|        | Claudia Marchesi |                | Kreisläuferin | BM Playa Algeciras |                       |
|        | Ariadna Vázquez  |                | Kreisläuferin | BMP Sevilla        |                       |

Cheftrainer war José Luis Pérez Poblete, Co-Trainerin war Ana Alonso Fragua.

## Ukraine
| Nummer | Name                  | Geburts- datum     | Position | Handball-Verein | Beachhandball- Verein |
| ------ | --------------------- | ------------------ | -------- | --------------- | --------------------- |
| 1      | Oleksandra Chupryna   |                    |          |                 |                       |
| 2      | Valeriia Horenko      |                    |          |                 |                       |
| 3      | Nataliia Panchenko    |                    |          |                 |                       |
| 4      | Hanna Zhomer          |                    |          |                 |                       |
| 5      | Valeriia Martynenko   |                    |          |                 |                       |
| 6      | Iryna Morozenko       | 24. September 2002 |          |                 |                       |
| 7      | Oleksandra Zaletska   |                    |          |                 |                       |
| 8      | Dariia Yevnitska      |                    |          |                 |                       |
| 9      | Anastasiia Bondarenko |                    |          |                 |                       |
| 10     | Yanina Trietina       |                    |          |                 |                       |
| 11     | Iryna Bivziuk         |                    |          |                 |                       |
| 12     | Alia Honcharenko      |                    |          |                 |                       |

Cheftrainer war Borys Miloslavskyi, Co-Trainer war Mykhailo Miloslavskyi.

## Ungarn
| Nummer | Name                 | Geburts- datum | Position   | Handball-Verein | Beachhandball- Verein |
| ------ | -------------------- | -------------- | ---------- | --------------- | --------------------- |
| 2      | Hanka Balogh         |                |            |                 |                       |
| 3      | Zita Szalma          |                | Torhüterin |                 |                       |
| 4      | Tekla Andrea Farkas  |                |            |                 |                       |
| 5      | Fanni Viktoria Kanez |                | Specialist |                 |                       |
| 7      | Petra Anna Simon     |                | Specialist |                 |                       |
| 8      | Diana Dora Ferenczy  |                |            |                 |                       |
| 9      | Fanni Bianka Bozo    |                |            |                 |                       |
| 10     | Nikolett Böhm        |                |            |                 |                       |
| 11     | Dorottya Zentai      |                | Specialist |                 |                       |
| 12     | Teka Szabo           |                |            |                 |                       |
| 13     | Fanni Mistina        |                |            |                 |                       |
| 14     | Lili Uhrin           |                |            |                 |                       |

Cheftrainer war Zoltán Pinizsi, Co-Trainerin Ágnes Győri.

## Belege
1. ↑  handball-world: Kader der Jugend-Nationalteams für Beach-EM festgelegt - Trainer warnen vor zu hohen Erwartungen. Abgerufen am 23. Juni 2019.
2. ↑  fean73: Beach - Les Bleus à l'assaut de l'Euro 2019. Abgerufen am 30. Juni 2019 (französisch).
3. ↑  Pripreme pjeskaša i pjeskašica juniorske i seniorske reprezentacije. In: Rukomet na pijesku u Hrvatskoj. Abgerufen am 27. Juni 2019 (kroatisch).
4. ↑  Lietuvos vaikinų bei merginų U17 paplūdimio rinktinės ruošiasi Europos čempionatui Lenkijoje | Lietuvos rankinio federacija. Abgerufen am 28. Juni 2019 (litauisch).
5. ↑  Drie teams komen in actie op het EK Beach Handball in Polen! 24. Juni 2019, abgerufen am 27. Juni 2019 (niederländisch).
6. ↑  W Starych Jabłonkach będzie pięknie. Abgerufen am 27. Juni 2019 (polnisch).
7. ↑  Seleção Sub-17 Feminina de Andebol de Praia. In: Federação de Andebol de Portugal. Archiviert vom Original am 27. Juni 2019; abgerufen am 27. Juni 2019 (portugiesisch).
8. ↑  BEACH-HANDBALL – Patru sportivi băimăreni la Campionatele Europene Under 17. In: eMaramures. 27. Juni 2019, abgerufen am 27. Juni 2019 (rumänisch).
9. ↑  Štyri hráčky Iuventy na ME do 17 rokov v plážovej hádzanej. In: IUVENTA Michalovce. 25. Juni 2019, abgerufen am 10. Oktober 2022 (slowakisch).
10. ↑  La Algecireña, Claudia Marchesi, con la Selección española de balonmano playa. In: Ya Noticias - Noticias de Algeciras y del Campo de Gibraltar. 7. Juni 2019, abgerufen am 27. Juni 2019 (spanisch).